# علم الإنسان التطبيقي
علم الإنسان التطبيقي (Applied anthropology) هو ذلك الحقل المنهجي الذي يسعى إلى استثمار ما توصل إليه علماء الاناسة (الأنثروبولوجيا)والباحثون في هذا الفضاء العلمي عبر التاريخ من أجل تحليل وتفسير مختلف الظواهر الإنسانية أو التنبؤ بما سوف تؤول إليه المجتمعات البشرية، وفي تاريخ علم الإنسان، كان بعض الذين أسسوا لهذا العلم قد اختاروا الرجوع إلى مذكرات المستكشفين الجغرافيين من أجل تمحيصها والبحث من خلالها على المميزات والخصائص التي تتسم بها الشعوب التي تم وصفها، الشيء الذي أدى إلى ظهور علم الإثنولوجيا، كما قام علماء آخرون بالانتقال إلى عين المكان لإجراء أبحاثهم حول الثقافات والشعوب، فيما عرف بعد ذلك بالإثنوغرافيا.

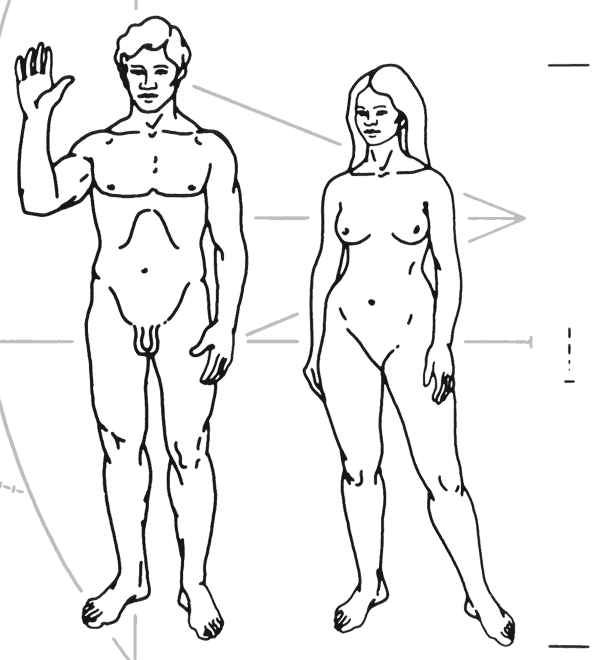
لوحة بايونير

لذلك يمكن القول بأن علم الإنسان التطبيقي يتوزع بين فرعين كبيرين من فروع الاناسة وهما:

## الإثنوغرافيا أو علم الإنسان الوصفي
ويسعى هذا العلم إلى اعتماد منهج البحث الوصفي أو منهج المسح معتمدا على الملاحظة المباشرة والمشاركة أحيانا، وموجها عنايته للثقافات الإنسانية والظواهر الاجتماعية بالوصف الدقيق، وكان الكثير من المستكشفين المسلمين (ابن بطوطة مثلا) والأوروبيين (كريستوف كولومبوس مثلا) قد قاموا بذلك تلقائيا دون أن يقصدوا التأسيس لهذا العلم، ولكن الإثنوغرافيا الحديثة تعتمد منهجا علميا يتحرى الدقة من أجل الوصول إلى الحقيقة.

## الإثنولوجيا
أوعلم تحليل الظواهر الثقافية والاجتماعية السائدة لدى شعوب الأرض، وهو الذي سعى إلى اعتماد منهجين علميين في بحوثاته، وهما : منهج البحث التحليلي الميداني، الذي يعتمد على تقنيات الملاحظة والمقابلة والاستبيان والإحصاء لاستكناه ما تخبؤه الجماعات البشرية، والمنهج التاريخي الذي يسعى إلى استرداد ما كتبه الأقدمون وما تركوه من آثار من أجل استقراء محتواه للوصول إلى قوانين عامة تميز تطور المجتمع البشري.

## وصلات خارجية
- مادة الاثنوغرافيا